# Bibliotheca Augustana
La Bibliotheca Augustana è una collezione digitale di testi, in varie lingue, in formato elettronico della letteratura mondiale. La biblioteca è stata raccolta e resa disponibile da Ulrich Harsch, già professore di grafica della comunicazione visiva e editoria elettronica del dipartimento di progettazione della Fachhochschule di Augusta. Dal 1997 viene fornito come progetto privato sul loro server Web.
La Litteraturae et artis collectio, con guida utente in latino nella pagina principale, contiene testi nelle lingue: latino, greco, tedesco, inglese, francese, italiano, spagnolo, polacco, russo e yiddisch. Un museo virtuale contiene riproduzioni di opere d'arte principalmente della preistoria.
Sono state espresse critiche sull'organizzazione di queste eleganti e prestigiose riproduzioni digitali, poiché la base testuale del testo effettivamente utilizzata spesso non viene specificata, e i testi pertanto non sono citabili.